# André Lys
André Jules Gabriel Lys, né à Loos le 23 octobre 1909 et mort le 15 avril 1973 à Lille, est un architecte français.

## Biographie
Il commence ses études d’architecte à l’École régionale d’architecture au sein de l’École des beaux-arts de Lille, dans l’atelier Georges Dehaudt, puis il continue ses études à l’École nationale des beaux-arts où il entre en 1931 dans l’atelier Paul Bigot. Il obtient le diplôme d’architecture en 1941.
Il est pensionnaire de  la Casa de Velázquez à Madrid en 1942 et 1943. Il est engagé volontaire durant la seconde guerre mondiale dans les Forces Françaises Combattantes. Il obtient la croix de guerre en 1945.
À partir de 1946, il fait toute sa carrière d’architecte dans le Nord, installé à La Madeleine puis à Lille. Il a travaillé sur un très grand nombre de projets dont des églises, des bâtiments administratifs pour les P.T.T, des écoles et des logements.
Il est professeur chef d'atelier d'architecture à l'École régionale de Lille dans les années 1950. En 1960, il reçoit les palmes académiques pour son activité de professeur de théorie de l’architecture à l’École régionale d’architecture.
Il lègue son agence en 1973 à son collaborateur Maurice Salembier (1929-2008).

## Principales constructions
- 1946 : quartier du Petit-Maroc à Lille
- 1951-1954 : hôtel des Postes à Boulogne-sur-Mer[2]
- 1953-1955 : immeubles d'habitation de grande hauteur avenue du Président-Hoover à Lille[3]
- 1957 : église paroissiale du Christ-Ressuscité à Ronchin[4]
- 1958 : église Notre-Dame-de-Fatima à Lambersat avec Luc Dupire[5]
- 1959 : logement EDF, résidence Porte de la Barre à Lille[6]
- 1963 : église Notre-Dame-de-la-Nativité à Annappes (depuis intégré dans Villeneuve d'Ascq) avec Ludwik Peretz
- 1966-1968 : église paroissiale de la Sainte-Trinité à Loos avec Maurice Salembier[7]
- 1972 : piscine olympique Marx-Dormoy à Lille
- 1964-1974 : campus universitaire dont la bibliothèque universitaire du campus Pont-de-Bois de l'Université de Lille à Villeneuve-d'Ascq avec Pierre Vago